# پویش (ادبیات)
پویش نام یک زیرگونه از ادبیات خیال‌پردازی است که در آن شخصیت یا گروهی از شخصیت‌ها به دنبال چیزی ارزشمند وارد سلسله‌ای از اتفاقات و رویدادها می‌شوند و عموماً به چیزهای با ارزشی دست می‌یابند.

## در واژه
پویش در واژه اسم مصدر پوییدن میباشد، یعنی به دنبال چیزی یا کسی و با کاوش یا اسم مصدر کاوییدن تفاوت دارد.
پوییدن -> بپوی -> پوی -> پوی + یش -> پویش